# Eupithecia biundulifera
Eupithecia biundulifera är en fjärilsart som beskrevs av Max Joseph Bastelberger 1908. Eupithecia biundulifera ingår i släktet Eupithecia och familjen mätare. Inga underarter finns listade i Catalogue of Life.